# Boesenbergia albomaculata
Boesenbergia albomaculata là một loài thực vật có hoa trong họ Gừng. Loài này được Tong Shao Quan (童绍全, Đồng Thiệu Toàn) mô tả khoa học đầu tiên năm 1986. Tên gọi thông thường trong tiếng Trung là 白斑凹唇姜 (bạch ban ao thần khương), nghĩa là gừng cánh môi lõm đốm trắng.

## Mẫu định danh
Mẫu định danh: S.Q.Tong & W.D.Liao 24852; thu thập ngày 4 tháng 8 năm 1983 ở cao độ 800 m, trong rừng ẩm ướt, hương Đồng Bích Quan (铜壁关), huyện Doanh Giang, châu tự trị Đức Hoành, tỉnh Vân Nam, Trung Quốc. Mẫu holotype lưu giữ Vườn Thực vật Nhiệt đới Tây Song Bản Nạp, Vân Nam (YNTBI / HITBC).

## Từ nguyên
Tính từ định danh albomaculata là tiếng La tinh, bao gồm albo (bắt nguồn từ albus) nghĩa là màu trắng và maculatus (giống cái: maculata, giống trung: maculatum) nghĩa là lốm đốm, đốm, vết; ở đây để nói tới các đốm màu trắng của cánh môi màu đỏ của loài này.

## Phân bố
Loài này có tại miền bắc Myanmar (bang Kachin) và tây nam Trung Quốc (miền tây tỉnh Vân Nam). Môi trường sống là rừng ẩm ướt, đặc biệt gần các con suối, ở cao độ khoảng 800 m.

## Mô tả
Cây thảo mọc thẳng đứng. Thân rễ màu trắng, hầu như không thơm. Lá 1-3, thường 1; cuống lá màu ánh xanh lục hoặc đỏ ánh tía nhạt, dài 24-30 cm; bẹ lá nhẵn nhụi, có sọc dọc; phiến lá hình trứng, 23-40 × 12-16 cm, đáy hình nêm, đỉnh nhọn thon, mặt gần trục màu xanh lục sẫm, mặt xa trục màu đỏ ánh tía. Cụm hoa đầu cành trên thân giả, xuất hiện từ giữa các bẹ lá ở đỉnh, 6-8 hoa, dài 7-8 cm, rộng 1,2-1,4 cm; cuống cụm hoa màu đỏ nhạt, với các bẹ không phiến lá bao quanh; lá bắc màu đỏ, hình trứng, 2-2,5 × 1,2-1,4 cm, thưa lông tơ, đỉnh nhọn thon, đỡ 1 hoa; lá bắc con màu đỏ, hình ống, dài 1,2-1,5 cm, đường kính ~0,5 cm, chẻ một bên tới đáy. Hoa màu trắng, nhẵn nhụi. Đài hoa màu đỏ nhạt, dài 6-7 mm, đường kính ~2 mm, đỉnh 2 răng. Ống tràng màu trắng, dài 2,8-3 cm, họng màu đỏ rậm lông tơ trắng; 3 thùy dài bằng nhau; thùy tràng giữa hình elip, rộng 0,8-0,85 cm; các thùy tràng bên rộng 0,7-0,75 cm. Các nhị lép bên gần thuôn tròn, dài ~1 cm, rộng ~1,05 cm. Cánh môi với đáy màu trắng và các sọc màu ánh trắng từ giữa tới đỉnh màu đỏ, hình túi, ~2,5 × 1,6-1,7 cm, mép khía tai bèo không đều. Nhị nhẵn nhụi, dài ~1 cm; chỉ nhị màu trắng, dài ~5 mm; mô vỏ bao phấn ~5 mm, các ngăn nứt theo chiều dọc; mô liên kết ở mào hầu như không thuôn dài. Bầu nhụy hình elip, 3 ngăn, ít noãn; vòi nhụy màu trắng, thẳng; đầu nhụy nhẵn nhụi; các tuyến thẳng, dài ~4 mm. Quả non màu xanh lục.
Tương tự như B. flavorubra, nhưng khác ở chỗ lá hình trứng, cánh môi nguyên, mô liên kết ở mào hầu như không thuôn dài.